# هاماتورا
هاماتورا (باليابانية: ハマトラ، بالروماجي: Hamatora) هي سلسلة مانغا من تأليف يوكينو كيتاجيما ورسوم يوكي كوداما، نشرت المانغا من قبل شوئيشا في 21 نوفمبر عام 2013 حتى 11 ديسمبر عام 2014، في مجلة يونغ جمب الأسبوعية، وتكونت من 3 مجلدات، اقتست إلى أنمي تلفزيوني من قبل استوديو استوديو أن أي زد، عرض الأنمي في 8 يناير عام 2014 حتى 26 مارس عام 2014، وتكون من 12 حلقة. وقام استوديو ليرتشي بإنتاج موسم ثاني للأنمي عرض في
8 يوليو عام 2014 حتى 23 سبتمبر عام 2014، وتكون من 12 حلقة.

## القصة
تدور أحداث القصة حول مراهق يبلغ من العمر 17 عامًا يدعى نايس، والذي يدير وكالة تحقيق خاصة تدعى (هاماتورا) في يوكوهاما باليابان مع شركائه. يوجد في العالم أشخاص يملكون قوى وراثية خارقة تسمى المينيم أو المعجزة. يتم تدريب هؤلاء الأشخاص في أكاديمية فالسولتاس لتطوير إمكاناتهم، ويتم توفير فصول متقدمة للغاية والتدريب للقيام بذلك. نتيجة لذلك، يتم منح أولئك الذين يتخرجون من فالسولتاس مزايا وامتيازات كبيرة تمكنهم من أن يكونوا ناجحين للغاية في الحياة، مثل الحصول على أي وظيفة يريدونها بسهولة.

## الشخصيات

### هاماتورا
نايس (باليابانية: ナイス، بالروماجي: Naisu)
مؤدي الصوت: ريوتا أوساكا
يوميكو كوباياشي (أيام الطفولة)
موراساكي (باليابانية: ムラサキ، بالروماجي: Murasaki)
مؤدي الصوت: واتارو هاتانو
هاجيمي (باليابانية: はじめ، بالروماجي: Hajime)
مؤدية الصوت: إميري كاتو

### شخصيات أخرى
بيرثداي (باليابانية: バースデイ، بالروماجي: Bāsudei)
مؤدي الصوت: جون فوكوياما
أكينو واتانابي (أيام الطفولة)
ريشيو (باليابانية: レシオ، بالروماجي: Reshio)
مؤدي الصوت: يويتشي ناكامورا
ساناي كوباياشي (أيام الطفولة)
هني (باليابانية: ハニー، بالروماجي: Hanī)
مؤدية الصوت: إيري كيتامورا
ثري (باليابانية: スリー، بالروماجي: Surī)
مؤدي الصوت: كاتسوكي موراسي

## وصلات خارجية
- الموقع الرسمي
- موقع الأنمي الرسمي عند تلفزيون طوكيو
- Re:_Hamatora official website
- Official 3DS game website